# 医药代表
医药代表（英語：Pharmaceutical sales representative，簡稱PSR）又称医院代表或藥廠代表，简称药代，在医药市场中负责医药公司与医院各层面之间的沟通。

## 職責
医药代表的职责包括：向医院管理层推销公司产品，让医院采购产品（这时医药代表会从中获利-比如从卖药公司手上获取分红）；对医生推销产品，从而让医生对患者使用产品；对使用产品的医生进行答谢，使其使用更多产品等。

## 收入
以中國大陸医药代表的收入為例，一般由二部分组成，基本工资每个公司都不同，外企一般为4000至10000人民幣之间，民营企业一般为2000至5000人民幣之间；另有津贴每月2000-3000人民幣不等，另一部分是根据其销售业绩给予的奖金，外企最高为10000-2000人民幣/月，民营企业最高奖金不封顶。
医药代表有带金销售、客情推动和学术推动有三种。
1. 带金销售就是所谓的贿赂，是一种以一支（/盒）药给予处方及分管医生一定金额现金回扣为报酬的买卖行为，是一种违规违法行为。客情推动是一种以为医生建立过分亲密的关系推动医生处方动机的形式，例如：帮助医生处理家庭和个人（主要是与临床工作无关的）事务、定期或不定期的给医生赠予各种礼物，也包括让医院工作人员出国游玩等方式，作为一种补偿。而学术支持推动是医药代表掌握来自自己所负责产品领域的相关专业和前沿的治疗信息，通过拜访促进医生合理用药，制定最佳诊疗方案，在适用自己所负责产品的病人身上得到适量足疗程的使用；同时由公司搭建学术会议、培训等平台帮助医生掌握前沿、客观的医疗资讯，推动不同药物适用不同病人的合理用药和提高医生诊疗水平，实现公司科研、销售以及医生医疗水平提高和病人最佳治疗的多赢。尽管医药代表的学术价值目前没有充分体现，是由于国内企业以及外企中部分中国企业管理者单纯为了追求利益最大化。
医药代表主要职责是负责自己特定产品的推广，需要掌握相关的治疗领域所有药物和疾病的基础信息和最前沿的资讯、方案。他们与医生和药师的不同之处在于：医生更精通疾病的诊断和治疗方案，而对于药物相关的信息，特别是药物相互作用和前沿科学研究，除了专门研究者以外，大部分医生需要有专门人员提供知识支持；而药师更注重广泛性，对于所有药物的类别、相互作用需要掌握全面、准确，但是对于临床治疗及医患沟通方面较少涉及；而医药代表的重要功能之一就是衔接，但是由于不同医药代表负责不同产品，所以医药代表应专注于自己负责的特定产品和疾病相关领域，这样，才能合力更好的为优质的医疗体验服务。
医药代表这个职业首次出现在中国大陆大约在上世纪80年代末期，当时的医药代表都是从临床医生转行而来，而第一批聘用医药代表的药企基本都是外资药企，多数转行的医生（当时大多都很年轻）在原本的医院内待遇差且工作十分辛苦，而当时外企医药代表的高收入和轻松公开的工作氛围，相对透明可以量化的晋升机制也是促使他们离开医院稳定的工作走向医药销售行业的动力。

## 丑闻
2013年，中国警方指控英国制药公司葛兰素史克涉嫌以向旅行社支付了30亿元和提供性服务的形式贿赂医生，以提升销量。最后，葛兰素史克因对非国家工作人员行贿、非国家工作人员受贿被判罚金人民币30亿元，高管被判刑。